# Cortodera barri
Cortodera barri là một loài bọ cánh cứng trong họ Cerambycidae.